# Rabdophaga karschi
Rabdophaga karschi är en tvåvingeart som först beskrevs av Jean-Jacques Kieffer 1891.  Rabdophaga karschi ingår i släktet Rabdophaga och familjen gallmyggor. Inga underarter finns listade i Catalogue of Life.